# USS Kalinin Bay (CVE-68)
USS Kalinin Bay (CVE-68) là một tàu sân bay hộ tống lớp Casablanca được Hải quân Hoa Kỳ chế tạo trong Chiến tranh Thế giới thứ hai; tên nó được đặt theo một vịnh trên bờ Bắc đảo Kruzof thuộc quần đảo Alexander về phía Đông Nam Alaska. Kalinin Bay đã hoạt động cho đến hết Thế Chiến II, xuất biên chế và bị bán để tháo dỡ năm 1946. Nó được tặng thưởng danh hiệu Đơn vị Tuyên dương Tổng thống cùng năm Ngôi sao Chiến trận do thành tích phục vụ trong Thế Chiến II.

## Thiết kế và chế tạo
Kalinin Bay nguyên dự định như một chiếc AVG, nhưng được xếp lại lớp thành ACV-68 vào ngày 20 tháng 8 năm 1942 trước khi được đặt lườn tại Xưởng tàu Vancouver của hãng Kaiser Company, Inc. ở Vancouver, Washington vào ngày 26 tháng 4 năm 1943. Nó lại được xếp lớp thành CVE-68 vào ngày 15 tháng 7 trước khi được hạ thủy vào ngày 15 tháng 10 năm 1943; được đỡ đầu bởi bà Anna Mary Updegraff; và nhập biên chế tại Astoria, Oregon vào ngày 27 tháng 11 năm 1943 dưới quyền chỉ huy của Hạm trưởng, Đại tá Hải quân C. R. Brown.

## Lịch sử hoạt động
Sau khi chạy thử máy huấn luyện dọc theo bờ biển Thái Bình Dương, Kalinin Bay rời San Diego, California vào ngày 3 tháng 1 năm 1944 để làm nhiệm vụ tiếp liệu. Chất lên tàu binh lính và máy bay thay thế, nó đi ngang qua Trân Châu Cảng để hướng đến quần đảo Gilbert, đi đến ngoài khơi đảo san hô Tarawa vào ngày 24 tháng 1 để tiếp liệu cho các tàu sân bay thuộc Đệ Ngũ hạm đội đang tham gia cuộc chiến đấu để chinh phục quần đảo Marshall. Trong hơn hai tuần, nó cung cấp tiếp liệu từ Tarawa cho đến đảo san hô Majuro trước khi quay trở về Alameda, California vào ngày 24 tháng 2.

### Chiến dịch quần đảo Gilbert và Marshall
Với Liên đội Hỗn hợp 3 (VC-3) được phối thuộc lên tàu vào ngày 9 tháng 4, Kalinin Bay đi đến Majuro thuộc quần đảo Marshall vào ngày 23 tháng 4. Nó tiến hành tuần tra chống tàu ngầm ngoài khơi đảo san hô Mili, rồi quay về Trân Châu Cảng vào ngày 1 tháng 5 để chuẩn bị cho các hoạt động tại quần đảo Mariana. Nó rời Trân Châu Cảng vào ngày 30 tháng 5, và đang khi trên đường hướng đến Saipan, đã né tránh thành công một quả ngư lôi đối phương sượt qua mũi tàu. Ghé qua Eniwetok vào ngày 9 tháng 6, nó đi đến bờ biển phía Đông Saipan vào ngày 15 tháng 6, tiến hành các phi vụ hỗ trợ cho cuộc đổ bộ tại đây. Sau khi đánh trả một cuộc không kích của đối phương vào lúc bình minh ngày 17 tháng 6, nó lên đường vào ngày 19 tháng 6 để làm nhiệm vụ vận chuyển máy bay tại Eniwetok. Quay trở lại Saipan vào ngày 24 tháng 6, nó tiếp nối các hoạt động không kích xuống các vị trí đối phương tại hòn đảo còn đang bị tranh chấp này cho đến ngày 9 tháng 7, khi nó lên đường đi ngang qua Eniwetok để làm nhiệm vụ tương tự tại Guam. Đến nơi vào ngày 20 tháng 7, chiếc tàu sân bay tung ra các phi vụ hỗ trợ trực tiếp và tuần tra chống tàu ngầm cho đến ngày 2 tháng 8, rồi quay trở về Eniwetok để chuẩn bị cho các hoạt động tiếp theo tại khu vực quần đảo Palau.

### Chiến dịch quần đảo Mariana và Palau
Kalinin Bay rời Eniwetok vào ngày 18 tháng 8, đi ngang qua Tulagi thuộc đảo Florida để đi đến phía Nam khu vực Palau vào ngày 14 tháng 9 cùng các đơn vị thuộc Đệ Tam hạm đội Hoa Kỳ. Làm nhiệm vụ hỗ trợ trên không cho hoạt động tấn công, chiếm đóng và phòng thủ Peleliu, Angaur và Ngesebus, chiếc tàu sân bay đã tung ra các cuộc không kích để hỗ trợ hoạt động đổ bộ. Trong hai tuần, nó thực hiện gần 400 phi vụ, gây hư hại nặng cho các căn cứ và công sự trên bờ cũng như tàu bè đối phương. Chỉ riêng ngày 25 tháng 9, máy bay của nó đã đánh chìm ba tàu vận tải và sáu sà lan đổ bộ.
Kalinin Bay rời khu vực Palau vào ngày 30 tháng 9, và sau khi đi đến cảng Seeadler thuộc đảo Manus vào ngày 3 tháng 10, Hạm trưởng mới, Đại tá Hải quân T. B. Williamson, nhận quyền chỉ huy con tàu. Chiếc tàu sân bay rời Manus vào ngày 12 tháng 10 để đi sang quần đảo Philippine.

### Chiến dịch Philippines
Được lệnh hỗ trợ trên không và hỗ trợ gần mặt đất trong các hoạt động bắn phá và đổ bộ lên đảo Leyte, Kalinin Bay đi đến ngoài khơi Leyte vào ngày 17 tháng 10. Sau khi hỗ trợ cho cuộc đổ bộ của các đơn vị Biệt kích Thủy quân Lục chiến lên các đảo Dinagat và Homonhon ở lối tiếp cận phía Đông vịnh Leyte, nó tung ra các cuộc không kích hỗ trợ các hoạt động chiếm đóng Tacloban ở bờ biển phía Đông Bắc Leyte. Hoạt động cùng Đơn vị Đặc nhiệm 77.4.3 ("Taffy 3") dưới quyền Chuẩn đô đốc Clifton Sprague, vốn bao gồm sáu tàu sân bay hộ tống và một lực lượng bảo vệ gồm ba tàu khu trục và bốn tàu khu trục hộ tống, nó lên đường đi đến phía Đông Leyte và Samar, nơi máy bay của nó thực hiện 244 phi vụ từ ngày 18 đến ngày 24 tháng 10, bắn phá các căn cứ và sân bay đối phương ở các đảo Leyte, Samar, Cebu, Negros và Panay.

#### Trận chiến ngoài khơi Samar
Di chuyển đến vị trí khoảng 60 mi (97 km) về phía Đông Samar trước bình minh ngày 25 tháng 10, "Taffy 3" chuẩn bị tung ra đợt không kích đầu tiên trong ngày, khi vào lúc 06 giờ 47 phút, đô đốc Sprague được báo cáo về một hạm đội tàu nổi Nhật Bản lớn đang tiếp cận từ hướng Tây Bắc. Lực lượng Trung tâm Nhật Bản, bao gồm bốn thiết giáp hạm, tám tàu tuần dương và mười một tàu khu trục dưới quyền Phó đô đốc Takeo Kurita, đang dần dần thu ngắn khoảng cách và bắt đầu nổ súng nhắm vào "Taffy 3" lúc 06 giờ 58 phút, khởi đầu Trận chiến ngoài khơi Samar. Bị áp đảo về số lượng lẫn hỏa lực, lực lượng đặc nhiệm tàu sân bay hộ tống dường như đối mặt chắc chắn với thảm họa, nhưng họ đã kiên cường đối mặt với thách thức của đối phương.
Kalinin Bay mở hết tốc độ, và bất chấp hỏa lực hải pháo từ ba tàu tuần dương đối phương, đã phóng hết số máy bay của nó, ra lệnh cho các phi công "tấn công lực lượng đặc nhiệm Nhật Bản, rồi tiếp tục đi đến sân bay tại Tacloban ở Leyte, tái vũ trang rồi tiếp tục chiến đấu." Trong khi đạn pháo đối phương tiếp tục vây quanh con tàu, máy bay của nó tấn công hạm đội đối phương bằng bom, rocket và súng máy, gây hư hại đáng kể cho đối phương. Là con tàu đi cuối đội hình tàu sân bay hộ tống, Kalinin Bay chịu đựng hỏa lực đặc biệt ác liệt. Cho dù được che chở một phần bởi màn khói ngụy trang do các tàu hộ tống thả, bởi một cơn mưa giông kịp lúc, và bởi sự phản công anh dũng của các tàu khu trục và tàu khu trục hộ tống tháp tùng, nó trúng phát đạn pháo đầu tiên trong tổng số 15 phát bắn trúng lúc 07 giờ 50 phút, khi một quả đạn pháo hạng nặng 14 in (360 mm) hoặc 16 in (410 mm) bắn từ một thiết giáp hạm đối phương trúng vào mạn phải sàn chứa máy bay ngay sau thang nâng phía trước.
Lúc 08 giờ 00, các tàu tuần dương đối phương di chuyển ở phía đuôi bên mạn trái và tiếp cận ở khoảng cách 18.000 yd (16 km); Kalinin Bay đáp trả những loạt đạn pháo của chúng bằng khẩu pháo 5-inch duy nhất của mình, nhưng chỉ khiến hỏa lức đối phương càng tập trung. Ba quả đạn pháo 8-inch liên tiếp bắn trúng nó. Đến 08 giờ 25 phút, nó bắn trúng một phát đạn pháo 5-inch từ khoảng cách 16.000 yd (15 km) vào tháp pháo số 2 của tàu tuần dương hạng nặng Haguro, rồi một phát bắn trúng thứ hai khiến con tàu đối phương tạm thời rút lui khỏi đội hình. Đến 08 giờ 30 phút, năm tàu khu trục đối phương vòng qua mạn phải đuôi tàu, khai hỏa nhắm vào Kalinin Bay ở khoảng cách 14.500 yd (13,3 km); vào lúc này các tàu hộ tống đang tiếp tục thả khói ngụy trang và đối đầu với các tàu tuần dương, nên chiếc tàu sân bay đấu pháo trong khoảng một giờ với Hải đội Khu trục 10 Nhật Bản. Nhiều loạt đạn pháo nổ vây quanh tàu hay bay ngang trên đầu, và cho dù hỏa lực tàu khu trục đối phương không bắn trúng trực tiếp, nó tiếp tục trúng mười phát đạn pháo 8-inch từ các tàu tuần dương mà giờ đây đã bị che khuất. Một quả đạn pháo đã xuyên qua sàn đáp đến khu vực thông tin liên lạc, phá hủy mọi thiết bị radar và thông tin vô tuyến.
Lúc 09 giờ 15 phút, tàu khu trục đối phương bị giữ chân bởi sự đối đầu của tàu khu trục Johnston (DD-557), phóng ngư lôi nhắm vào các tàu sân bay hộ tống ở khoảng cách 10.500 yd (9.600 m); những ngư lôi này hầu như đã hết nhiên liệu khi đến gần các tàu sân bay, và nổi trên mặt nước. Một chiếc Grumman TBF Avenger của St. Lo (CVE-63) do Trung úy Hải quân Tex Waldrop lái đã bắn nổ hai quả ngư lôi ngay trên sóng nước cách 100 yd (0,091 km) về phía đuôi của  Kalinin Bay, và khẩu pháo 5-inch của chính nó đã bắn cho chệch hướng một quả ngư lôi thứ ba. Các tàu tuần dương đối phương, sau khi chịu đựng không kích liên tục và sự kháng cự của lực lượng hộ tống bảo vệ, đã quay mũi đi lên phía Bắc và rút khỏi trận chiến lúc 09 giờ 20 phút. Đến khoảng 09 giờ 30 phút, đối phương bắn loạt đạn pháo sau cùng rồi rút lui lên phía Bắc; Kalinin Bay ghi thêm được một phát trúng đích vào giữa tàu một tàu khu trục đối phương đang rút lui, rồi ngừng bắn năm phút sau đó và rút lui về phía Nam cùng các tàu còn sống sót của "Taffy 3". Trong trận này, "Taffy 3" bị mất Gambier Bay (CVE-73), Johnston (DD-557), Hoel (DD-533) và Samuel B. Roberts (DE-413) do hỏa lực hải pháo của đối phương.
Lúc 10 giờ 50 phút, đơn vị đặc nhiệm chịu đựng một cuộc không kích tập trung bởi Đơn vị tấn công đặc biệt Shikishima Nhật Bản. Chỉ trong 40 phút đối đầu với máy bay tấn công cảm tử Kamikaze, tất cả các tàu sân bay hộ tống của đơn vị đều bị hư hại ngoại trừ chiếc Fanshaw Bay (CVE-70). Một chiếc Mitsubishi A6M Zero, có thể do Trung úy Yukio Seki lái, đã đâm vào sản đáp của St. Lo lúc 10 giờ 51 phút; quả bom kích nổ trong hầm chứa máy bay đã kích hoạt đám cháy không thể kiểm soát, đến mức St. Lo phải bị bỏ lại và bị đánh đắm. Bốn máy bay tự sát đã tấn công nhắm vào Kalinin Bay từ phía đuôi và bên mạn phải; hỏa lực phòng không dày đặc đã bắn rơi hai chiếc sát con tàu, nhưng không ngăn được chiếc thứ ba đâm vào mạn trái của sàn đáp, gây hư hại nặng. Chiếc thứ tư đâm trúng ống khói phía sau bên mạn trái. Việc kiểm soát hư hỏng hiệu quả đã giúp con tàu sống sót.
Trong thành phần của "Taffy 3", Kalinin Bay đã ngăn chặn phía Nhật Bản xâm nhập được vào vịnh Leyte và bảo vệ được bãi đổ bộ lên Philippines của tướng Douglas MacArthur. Với cái giá năm tàu chiến bị mất cùng hàng trăm người tử trận, và với sự trợ giúp bởi máy bay của chính nó và của "Taffy 2" (Đơn vị Đặc nhiệm 77.4.2), "Taffy 3" đã đánh chìm ba tàu tuần dương đối phương, gây hư hại đáng kể cho các tàu chiến khác, và đẩy lui được "Hạm đội tàu nổi hùng mạnh nhất mà Nhật Bản từng tung ra kể từ Trận Midway".
Bất chấp những hư hại trong chiến đấu, "Taffy 3" còn tiếp tục đánh trả các cuộc không kích của đối phương. Các tàu sân bay hộ tống rút lui về hướng Đông Nam trong khi các tàu hộ tống tìm kiếm những người sống sót từ chiếc St. Lo. Cho dù phải chịu đựng những hư hại cấu trúc nặng nề, chỉ có năm thành viên thủy thủ đoàn của Kalinin Bay tử trận trong tổng số 60 thương vong. Con tàu được tặng thưởng danh hiệu Đơn vị Tuyên dương Tổng thống do đã chiến đấu như một đơn vị của "Taffy 3" trong trận này. Nó rút lui ngang qua Woendi, quần đảo Schouten để đi Manus, đến nơi vào ngày 1 tháng 11 và được sửa chữa khẩn cấp. Nó lên đường quay trở về Hoa Kỳ vào ngày 7 tháng 11, về đến San Diego vào ngày 27 tháng 11, và được đại tu và sửa chữa toàn diện.

### Các hoạt động sau cùng
Hoàn tất việc sửa chữa vào ngày 18 tháng 1 năm 1945, Kalinin Bay khởi hành từ San Diego vào ngày 20 tháng 1 để vận chuyển máy bay và nhân sự sang Trân Châu Cảng. Trong hơn tám tháng tiếp theo, nó phục vụ như một tàu sân bay tiếp liệu thuộc Hải đội Tàu sân bay Vận tải Thái Bình Dương. Trong sáu chuyến đi lại giữa vùng bờ Tây và Trân Châu Cảng, Eniwetok và Guam, nó đã vận chuyển hơn 600 máy bay. Sau khi chiến tranh kết thúc, nó rời San Diego vào ngày 2 tháng 9 để hướng đến Philippines, đi đến vào ngày 28 tháng 9 để tham gia Chiến dịch Magic Carpet; và với 1.048 hành khách trên tàu, nó rời Samar vào ngày 1 tháng 10 và về đến San Francisco vào ngày 19 tháng 10.
Sau khi thực hiện thêm hai chuyến đi giữa California và Trân Châu Cảng, Kalinin Bay khởi hành từ San Diego vào ngày 8 tháng 12 để đi sang Viễn Đông. Đang khi di chuyển đến Yokosuka, Nhật Bản vào ngày 25 tháng 12, nó chịu đựng một cơn bão mạnh khiến hư hại sàn đáp; và khi đến nơi vào ngày 27 tháng 12, nó được sửa chữa khẩn cấp trước khi lên đường quay trở về vùng bờ Tây vào ngày 3 tháng 1 năm 1946, về đến San Diego vào ngày 17 tháng 1. Đến ngày 13 tháng 2, chiếc tàu sân bay đi sang vùng bờ Đông, đi đến Boston, Massachusetts vào ngày 9 tháng 3, nơi nó được cho xuất biên chế vào ngày 15 tháng 5. Lườn tàu bị bán cho hãng Patapsco Steel Co. tại Baltimore, Maryland vào ngày 8 tháng 12 để tháo dỡ.

## Phần thưởng
Kalinin Bay được tặng thưởng danh hiệu Đơn vị Tuyên dương Tổng thống cùng năm Ngôi sao Chiến trận do thành tích phục vụ trong Thế Chiến II.